# Siêu Sao Mộc

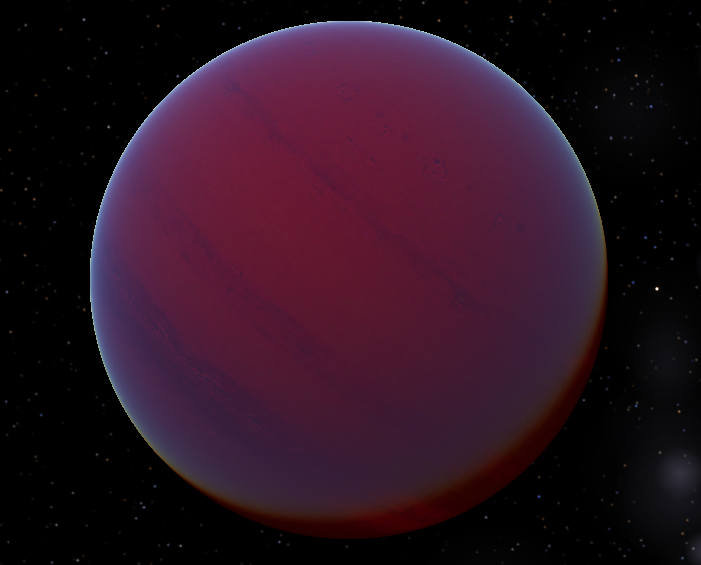
Bản vẽ của HD 29587 B, một sao lùn nâu quay quanh ngôi sao HD 29587, ước tính có trọng lượng gấp 55 lần Sao Mộc.

Siêu Sao Mộc (tiếng Anh: super-Jupiter) là một thiên thể lớn hơn Sao Mộc. Ví dụ, những thiên thể đồng hành tại đường biên hành tinh – sao lùn nâu được gọi là siêu Sao Mộc, ví dụ như một siêu Sao Mộc quay quanh ngôi sao Kappa Andromedae.
Cho đến năm 2011 đã có 180 siêu Sao Mộc được tìm thấy, một số nóng, một số lạnh. Mặc dù chúng to lớn hơn Sao Mộc nhưng chúng vẫn có kích thước gần tương đương với sao Mộc lên đến 80 lần trọng lượng Sao Mộc. Điều này có nghĩa là lực hấp dẫn bề mặt và mật độ của chúng tăng lên theo tỉ lệ với trọng lượng của chúng. Trọng lượng bị gia tăng nén hành tinh lại do lực hấp dẫn, do đó giữ nó khỏi to ra. Để so sánh, những hành tinh nhẹ hơn Sao Mộc phần nào thì có thể to hơn, được gọi là "puffy planets" (những hành tinh khí khổng lồ có đường kính lớn nhưng có mật độ thấp). Một ví dụ thuộc loại này có thể là hành tinh ngoài Hệ Mặt Trời HAT-P-1b với trọng lượng bằng một nửa Sao Mộc nhưng lại có đường kính lớn hơn khoảng 1,38 lần.
COROT-Exo-3b, với trọng lượng khoảng 22 lần trọng lượng Sao Mộc, được dự đoán là có mật độ trung bình 26.4 g/cm³, lớn hơn cả osmi (22.6 g/cm³), nguyên tố hóa học có mật độ lớn nhất trong điều kiện thông thường. Sự nén vật chất cực độ bên trong nó gây ra mật độ lớn, bởi vì nó có khả năng được cấu tạo chủ yếu từ hydro. Lực hấp dẫn bề mặt cũng cao, gấp 50 lần Trái Đất.